# 佘嘉詔
佘嘉詔（1539年—1579年），字彥綸，號斗南，廣東廣州府順德縣人，明朝政治人物。

## 生平
嘉靖四十三年（1564年）甲子科廣東鄉試第三十五名舉人。嘉靖四十四年（1565年）中式乙丑科會試第二百三十五名，三甲第六十一名進士。刑部观政，本年六月授合肥知县，隆慶二年（1568年）九月选南京福建道御史，終养歸。万历七年卒，

## 佚事
周晖《金陵琐事》載其任南京御史，因关公摄魄告病去官的奇事。

## 家族
曾祖佘安；祖父佘直，庠生；父佘世亨，訓科贈知县。嫡母陶氏，贈孺人；生母張氏，封太孺人。兄嘉謨（监生）、嘉謀（庠生）、弟嘉誥。